# Montigny-le-Gannelon
Montigny-le-Gannelon – miejscowość i dawna gmina we Francji, w Regionie Centralnym, w departamencie Eure-et-Loir. W 2013 roku populacja gminy wynosiła 495 mieszkańców. 
W dniu 1 stycznia 2017 roku z połączenia dziewięciu ówczesnych gmin – Autheuil, Charray, Cloyes-sur-le-Loir, Douy, La Ferté-Villeneuil, Le Mée, Montigny-le-Gannelon, Romilly-sur-Aigre oraz Saint-Hilaire-sur-Yerre – utworzono nową gminę Cloyes-les-Trois-Rivières. Siedzibą gminy została miejscowość Cloyes-sur-le-Loir. 